# The Sanguine Fan
The Sanguine Fan (El ventall sanguini), op. 81, és un ballet d'un sol acte escrit per Edward Elgar el 1917. Va ser compost per recaptar diners per a organitzacions benèfiques en temps de guerra, i després de dues actuacions el 1917 i un enregistrament d'extractes el 1920, la partitura es va deixar de banda fins al 1973, quan el director d'orquestra Sir Adrian Boult la va reviure per a una gravació. Més tard es va posar en escena al teatre pel London Festival Ballet.

## Origen i primera actuació
L'amiga íntima i confident d'Elgar, Alice Stuart-Wortley (Lady Stuart of Wortley) li va demanar que compongués la música per a un ballet d'un acte que es representaria en una actuació de recaptació de fons en ajuda d'entitats benèfiques de guerra el març de 1917. Elgar va acceptar i va escriure la música ràpidament: al cap de quinze dies va tenir una partitura curta completa i va començar l'orquestració completa.
El guió va ser d'Ina Lowther (després la fundadora del curs de ballet del Royal College of Music). La seva inspiració prové d'un ventall decoratiu pintat per Charles Conder utilitzant sobretot el color vermell fosc sanguini utilitzat en heràldica. El ventall representava a un costat les figures mítiques d'⁣Eco i Pan i a l'altre mortals amb vestits del segle XVIII. Lowther va idear una història en què els mortals ballen entre els arbres abans que un dels homes es baralla amb el seu amant i, mentre s'allunyen, maleeix el déu de l'amor abans de quedar fascinat per Eco. Pan es desperta, colpeja l'home mort i corre cap als arbres amb Eco, rient sardònicament mentre l'amant del mort s'agenolla amb dolor sobre el seu cos.
Per a l'actuació benèfica, els principals actors del West End van prendre els papers principals: Gerald du Maurier va interpretar Pan i els dos amants van ser interpretats per Fay Compton i Ernest Thesiger; Lowther va interpretar a Eco. La primera actuació va formar part de la revista Chelsea on Tiptoe al Chelsea Palace Theatre de Londres el 20 de març de 1917 i va ser dirigida pel compositor. Després va afegir un altre número, un ball de pastors, que va rebre la seva estrena en una segona actuació benèfica al maig.

## Música
La partitura, que dura una mica menys de 20 minuts, consta de nou apartats continus:
- Moderato–maestós
- Andantino
- Piu moderato
- Allegro molto
- Grandioso
- Allegretto moderato
- Allegro
- Allegro
- Moderato

## Enregistraments
Elgar va dirigir parts de la partitura per a un enregistrament acústic l'any 1920 i, a part de la publicació d'un arranjament per a piano d'un sol número, "Echo's Dance", l'obra va ser descuidada durant més de cinquanta anys. El 1973 es va descobrir la partitura d'Elgar i el director Sir Adrian Boult va acceptar gravar-la per a EMI amb la London Philharmonic Orchestra. Van seguir altres enregistraments, dirigits per Bryden Thomson (1988), David Lloyd-Jones (1998) i John Wilson (2012).

## Ballet de 1976
El setembre de 1976, a instigació del director, Beryl Gray, el London Festival Ballet va reviure la partitura, amb un nou escenari i coreografia de Ronald Hynd. Es va ambientar en una vetllada eduardiana a Carlton House Terrace durant la qual els germans bessons s'impliquen en una confusió amb dues dones elegants, una de les quals sospita que l'altra li ha robat el seu ventall de color sanguini. Algunes de les actuacions van ser dirigides per Boult, la darrera aparició pública del qual va ser la realització d'una actuació el 24 de juny de 1978.